# Koszmosz–521
A Koszmosz–521 (oroszul: Космос–521) szovjet DSZ–P1–M típusú célműhold.

## Küldetés
Kijelölt pályán mozogva imitálta egy ballisztikus rakéta támadását, ezzel segítve a rádiólokátoros felderítést. Biztosította a légvédelem szerves egységeinek (irányítás, riasztás, imitált elfogás, gyakorló megsemmisítés) összehangolt működését.

## Jellemzői
Az ISZ típusú elfogó vadászműholdak teszteléséhez a dnyipropetrovszki OKB–586 (Juzsnoje) tervezőirodában kifejlesztett űregység. Üzemeltetője a moszkvai Honvédelmi Minisztérium (oroszul: Министерство обороны – MO).
Megnevezései: COSPAR: 1972-074A; SATCAT kódja: 6206.
1972. szeptember 29-én a Pleszeck űrrepülőtérről, a LC–132/2 indítóállásából egy Koszmosz–3M (11K65M Yu47121-11) típusú hordozórakétával juttatták (LEO = Low-Earth Orbit) alacsony Föld körüli pályára. Az orbitális egység pályája 104,98 perces, 65,8 fokos hajlásszögű, elliptikus pálya perigeuma 979 kilométer, apogeuma 1008 kilométer volt.
Könnyebb célobjektum, kisebb hordozórakéta, gazdaságosabb üzemeltetés, manőverező képesség. Formája hengeres, hasznos tömege 650 kilogramm. Telemetriai egysége technikai hiba miatt nem működött. A Strategic Arms Limitation Talks (SALT) tárgyalások eredményeként vadászműholdat nem indítottak.